# ライデンファイターズ
『ライデンファイターズ』（Raiden Fighters）は、日本システムが1996年に販売したアーケード用縦スクロールシューティングゲーム。ならびにそのシリーズの総称である。開発はセイブ開発が行い、BGMは佐藤豪が担当している。
続編に『ライデンファイターズ2』（1997年）、『ライデンファイターズJET』（1998年）がある。

## 概要
2人同時プレイ可能の縦スクロールシューティングゲーム。『雷電』を制作したセイブ開発の作品であり、ゲームスタイルや操作方法など基本的な部分は『雷電』シリーズを踏襲する。自機を性能の異なる様々な機種から選べるようになったほか、隠しボーナス・勲章の成長・敵弾かすりによるボーナスなどの新しい点数稼ぎ要素が追加され、スピーディーなゲーム展開が多くのプレイヤーから支持を受けた。テクノ調のBGMや、『雷電II』譲りの緻密に描かれたグラフィックの評価も高い。
開発段階では『ガンドッグス』（GUN DOGS）というタイトルで雷電とは無関連としていたが、ロケテストで『雷電』の名を冠したほうが売り上げが良かったため、同シリーズへと組み込まれた経緯がある。
長らく家庭用ゲーム機への移植の機会に恵まれなかったが、2008年3月27日にシリーズ3作すべてを1パッケージに収録した『ライデンファイターズ エイシズ』がXbox 360用ソフトとしてサクセスより発売された。また、iOSおよびAndroid端末向けにシリーズ3作と初代『雷電』を1本に収録した『ライデン レガシー』（RAIDEN LEGACY）が2012年12月4日にDotEmu社より配信開始された。

## ストーリー
AD2090、地球を植民地にするために外宇宙から飛来してきた未知の侵略部隊の作戦は、地球側の2度にわたる最新鋭機“雷電”の投入により失敗に終わった。この戦争により捕虜となった侵略部隊の兵士によると、彼らの星は、過去5度にわたる世界大戦の影響で自然環境が悪化し、宇宙に旅立ち、緑の星地球を発見し侵略をしたのだと。彼らは、地球最新鋭機“雷電”のことを“悪夢”と呼んだ。雷電は、彼らの惑星での大戦時に反乱軍が使用した高性能戦闘機部隊の再来を意味していた。これは、反乱軍戦闘機部隊の戦記である。

## ゲームシステム
プレイヤーはゲームスタート時に性能がそれぞれ異なる5種類（＋隠し機体3種類）から1機種を自機として選択する。自機はメインショット、サブウェポン、ボムの3つの攻撃を持つ。サブウェポンはレーザータイプとミサイルタイプがあり、アイテムによって切り替わる。いずれも4段階まで強化され、サブウェポンと同時にメインショットも強化される。隠し機体のパワーアップ方式は例外（後述）。ボム（正式名称：フォトンブラスター）は発射した瞬間に自機の周囲の敵弾が消え、ボムボタンを押し続けると飛距離の調節が可能。ボムボタン押しっぱなしで飛ばした、炸裂前の直進中のボムにも弾消し能力＆攻撃力がある。2人同時プレイ時はSLAVE以外の機体は同じものを選ぶことが出来ない（SLAVEも同じベース機体のものは選ぶことが出来ない）。全3ミッション（7面）構成、1周エンド。

### 操作方法
8方向レバーと2ボタン（ショット、ボンバー）で自機を操作する。ショットにはメインウェポンとサブウェポンが存在し、ショットボタンでメインウェポンとサブウェポンを同時に発射する。ショットボタンをしばらく押し続けてから放すと、一定時間強力なサブウェポンを連射する溜め撃ちが使用可能である。

### アイテム

#### パワーアップアイテム
M（ミサイル）
特定の敵を破壊すると出現。自機のメインショットとサブウェポンを1段階強化し、サブウェポンをミサイルタイプに変更する。
L（レーザー）
「M」アイテム同様、特定の敵を破壊すると出現。自機のメインショットとサブウェポンを1段階強化するが、サブウェポンはレーザータイプに変更になる。最高段階時に「M」「L」アイテムを取得すると5,000点のボーナス。
S（スレイブ）
特定の中型戦闘機を破壊すると出現。自機に装備されるオプションで、共にショットで攻撃してくれる。耐久力が設定されており、敵の攻撃を数回受けると失われる。最高2機まで装備され、2機装備中に「S」アイテムを取ると5,000点のボーナスが加算されると同時に、特殊なフォーメーションで強力な攻撃をするようになる。隠し機体は常時特殊フォーメーションになるが、ノーマル機体は溜め撃ち中のみ特殊フォーメーションになる。フォーメーションは、残機数とボンバー所持数を合計した数によって変わる。

#### ボンバーアイテム
B
特定の大型戦闘機を破壊するなどで出現。ボンバーの弾数を1つ追加する。最大7個までストックする事ができる。最大数所持中に取得した場合は5,000点のボーナス。ボムの初期保有数はRAIDEN mk-IIとJUDGE SPEARが3発、他の機体は2発になっている。

#### ボーナスアイテム
勲章
特定の戦闘機、戦車を破壊すると出現。地上に配置されている「地上勲章」と空中に浮き徐々に画面下部に落ちていく「空中勲章」と性質が2通りある。また勲章には「小」「中」「大」「特大」の4種類がある。
小勲章
スレイブを装備していない状態で勲章を持つ敵を破壊すると出現。最初に取得すると10点だが、条件を満たすと20、30……と得点が増え最大90点まで上昇する。
中勲章
スレイブを1機装備した状態で勲章を持つ敵を破壊すると出現。最初に取得すると100点だが、条件を満たすと200、300……と得点が増え最大900点まで上昇する。
大勲章
スレイブを2機装備した状態で勲章を持つ敵を破壊すると出現。最初に取得すると1,000点だが、条件を満たすと2,000、3,000……と得点が増え最大9,000点まで上昇する。
特大勲章
小中大それぞれ勲章の得点を90点、900点、9,000点にまで上昇させると、以後出現する勲章は全て特大勲章となる。通常一律1万点だが、この特大勲章を画面に9個以上表示させると勲章が爆発し、取得時の得点が最大10万点になる「10万点モード」が発動する。
勲章の得点が上昇する条件は、「画面内に残った最後の勲章を取得すると、次に出現する勲章の得点が1段階上昇する」というものである。また10万点モード発動後の特大勲章は、画面内に1つしか勲章が無い状態で、その1つを取り逃してしまうと以降の勲章得点はリセットされる。

## 機体
ノーマル機体
AEGIS
バランス型の機体。レーザーは緑色の誘導レーザー、ミサイルは前方への巡航ミサイルである。
BEAST ARROW
大型の双胴機で、スピードも遅いが、メインショットが広範囲の機体。代わりにレーザーの威力が大変に高い。ミサイルは低速の誘導ミサイルを多方向にばら撒く。
CHASER
高速かつ高連射力の機体。レーザーは通常時では敵を追尾して屈折するレーザーだが、溜め撃ち時は『雷電II』のプラズマレーザー状に変化する。ミサイルの溜め撃ちは大量のミサイルを高速連射する。
DEVASTATOR
BEAST ARROWとは違う形の、低速高威力機体。ミサイルは爆風の威力が非常に高い。反面レーザーは触れた敵機をロックオンする効果があるが、威力には難がある。
ENDEAVOR
特殊攻撃に特化した機体で、機動力、攻撃力はともに乏しいが、溜め撃ちの溜め時間が非常に短い。ミサイルは低速の機雷だが、敵弾を消す能力がある。一方レーザーは攻撃範囲を狭めた集中攻撃型のもので、敵機の近距離で発動すればまずまずの威力を発揮出来る。
隠し機体
RAIDEN mk-II
『雷電II』からのゲスト機体。レーザーを取るとメインショットが、ミサイルを取るとサブウェポンがパワーアップし、それぞれ4段階まで強化可能。溜め撃ちは無い。
装備はプラズマレーザーとホーミングミサイル。画面全体を隙なく攻撃できるが、機動力、攻撃力に欠ける。
ボンバーは原作と同じ投下型爆弾で、発射から炸裂までの時間がとても長い。
JUDGE SPEAR
『バイパーフェイズ1』からのゲスト機体。レーザーを取るとメインショットが、ミサイルを取るとサブウェポンがパワーアップし、それぞれ4段階まで強化可能。溜め撃ちは無い。
装備は前方ショットとナパーム。原作より移動速度が大幅に上がっている。
ボンバーは原作どおり（正式名称：ディメンションマイン）で、発射から炸裂までやや時間差がある。
SLAVE
自機に装備されるスレイブの同形機。カラーリングや移動速度は原型となる他の機体の属性を受け継ぐ。ボムはAEGISなどのノーマル機体と同じフォトンブラスター。
レーザー、ミサイルどちらのアイテムを取得しても扇状の高速連射弾を発射し、4段階まで強化される。溜め撃ちとサブウェポンは無い。機体サイズが小さく、同様に当たり判定も小さい。

## 隠しボーナス
プレイヤーがゲーム中、自機に特別な行動を取らせることによりボーナス点が得られる。成立した隠しボーナスの内容は画面中央上にメッセージ表示される。
同時破壊（DESTROYED AT A TIME!）10万点
2基1組になっている大型戦車、地上砲台やボスの砲台を同時に破壊すると同時破壊ボーナスが成立する。完全同時のタイミングでなければならないわけではなく、一方の爆発グラフィックが表示中にもう一方が破壊できればボーナスが成立する。場所によっては3基1組の砲台を同時破壊しなければ成立しない箇所もあり、また破壊のタイミングが少しでもズレると成立しない箇所も存在する。
クイックショット（QUICK SHOT!）1万点～10万点
特定の地上砲台やボスの砲台、中型戦闘機をそれらが弾を撃ってくる前に破壊すると成立する。敵機登場後、その敵が一度画面から消えると再登場後は破壊しても成立しないものもある。得られるボーナスはターゲットを通常破壊したときの10倍となっている。
家屋防護（DEFENDED THE HOUSE!）10万点
特定ステージのボスが背景の家屋に向けて砲撃してくるので、ボンバーを発射するなどしてその破壊を防ぐとボーナスが成立。
フェアリー（DISCOVERED THE FAIRY!）10万点or10点
「雷電」シリーズでもおなじみのボーナスキャラが本作でも登場。特定条件（中型戦闘機を全てクイックショットで破壊するなど）を満たすと出現し、接触すると10万点ボーナスが得られるが、ショットを撃ち込みすぎると死んでしまう（KILLED THE FAIRY! と表示され、10点だけ得られる）。
一部のフェアリーはしばらく泳がせるとボンバーアイテムを1個放出する。
ミクラス（DISCOVERED THE MICLUS!）10万点
フェアリー同様「雷電」シリーズのボーナスキャラが本作でも登場。特定条件（特定地点に一定時間留まる、大型戦闘機をしばらく泳がせるなど）を満たすと出現し、自機がショットを撃ち込むと勲章を9個放出したのち爆発する。
ホバーシップ先制破壊（DESTROYED HOVERSHIP FIRST!）1万点
3面の冒頭に出現する大型ホバークラフトを先に破壊してから、ザコ戦車を破壊するとボーナス。